# Constantin Baciu
Constantin Baciu (n. 9 februarie 1930, Iași, România – d. 2005) a fost un pictor și grafician român.

## Educație
Și-a inceput studiile la Academia de Belle-Arte din Iași (1947) și a continuat la Universitatea de Artă și Design, Cluj-Napoca. A absolvit Institutul de Artă Plastică „Nicolaie Grigorescu" din București, în 1956. Corneliu Baba a fost unul dintre profesorii săi.

## Carieră
A debutat la Iași în 1949. Debutul internațional a avut loc la Sofia (Bulgaria) în 1953.

#### Participări la expoziții
Din 1952 a participat la toate expozițiile republicane și municipale și la diverse expoziții internaționale de grup sau personale, iar în străinatate, cu lucrări de grafică și pictură, la expoziții în:
- 1957-58: Moscova;
- 1959: Budapesta, Riga, Viena, Belgrad, Leipzig;
- 1960: Berlin, Praga, Bratislava, Belgrad, Cairo, Alexandria (Egipt);
- 1961: Damasc, Geneva, Viena, Moscova;
- 1962: Praga;
- 1965: Leipzig;
- 1967: Bratislava;
- 1969: Budapesta, Bolognia, Bratislava, Riga, Atena;
- 1970: Varsovia, Roma;
- 1971: Sofia, New York, Roma, Merignac, Cleveland;
- 1972: Palermo, Boston, New York, Veneția;
- 1973: Buenos Aires, Montevideo, Rio De Janeiro, Lima;
- 1974: Praga, Havana;
- 1975: Ciudad de Mexico, Bagdad, Pakistan;
- 1976: Praga, Sofia, Ankara, Brno;
- 1977: Dortmund, Lisabona;
- 1978: Manhein, Suedia, Norvegia;
- 1980: Danemarca;
- 1981: Finlanda;
- 1982: Ferrara;
- 1985: Moscova, Madrid, Rostock, Berlin, Praga, Bratislava;
- 1987: Bratislava;
- 1988: Istanbul, Moscova.

În țară a expus lucrări de pictură și grafică în orașe precum: București (1958-1989), Iași (în 1949 îi 1975), Bacău, Galați, Odorhei, Botoșani, Călimanești, Câmpina, Brăila, Turnu-Măgurele, Buzău, Giurgiu, Drobeta Turnu Severin, Roman, Piatra Neamț.

#### Expoziții personale
Prima expoziție personală a fost organizată în martie - aprilie 1972, în București, la Galeria "Apollo" și a cuprins 12 lucrări de pictură. În același an (8-21 aprilie) a expus și la Galeria "Lydie Ray" din Bienne (Elveția) un număr de 36 de lucrări. 
- 1973: București, Galeria "Amfora" - 15 lucrări de pictură;
- 974: București, Galeria "Orizont" - pictură și grafică;
- 1975: Iași, Galeria "Cronica" - 40 de lucrări de grafică și pictură;
- 1979: Lingen (RFG), 18 lucrări de desen alb-negru și color;
- 1981: București, în holul Policlinicii "Drumul Taberei";
- 1986: Washington, expoziție personală împreună cu Gyorgy Mihail;
- 1988: Sibiu, Galeriile "Sirius", grafică și pictură; București, Galeriile "Simeza".

Au fost organizate două expoziții personale postum în 2006: la Galeria "Eleusis" din Iași, cu lucrări de desen și gravură, apoi la Galeria "Frunzeti" din Bacău, cu 44 lucrări de grafică. În 2011 au fost prezentate lucrări de grafică în cadrul unei expoziții de grup, la Galeria "Eleusis".

## Aprecieri critice
Intreaga sa operă a fost analizată in multe articole semnate de critici diferiți: Petre Comărnescu, Grigore Hagiu, Constantin Prut, Virgil Mocanu, Val Gheorgiu, Dan Grigorescu, Nicolae Argintescu Amza, Dan Hăulică, Romulus Balaban, Liviu Antonesei, Nicolae Velea, Zoe Dumitrescu Bușulenga, Pavel Șușară, Iolanda Malamen, Alecu Ivan Ghilia, Petru Nicolescu, Octavian Barbosa, etc.
"Artistul roman care, cu ani in urma lua, alături de Picasso și Masserel, pentru tripticul intitulat „Cântec despre viață”, medalia de aur „Pacea Lumii”, decernată la Leipzig (1959), se numea Constantin Baciu. Mânuitor al peniței cu vârf de ac de patefon și moliciune și scânteiere de păr de vulpe argintie, legat de viața culorilor și uleiurilor, în taina și secretul cărora crede, apropiind două arte, două genuri care pentru alții rămân în opoziție, Baciu vrea, mai presus de orice să spună ceva, să semnifice [...]" - Grigore Hagiu, articol în revista "Luceafărul" din 24 iulie 1971.
"[...] Constantin Baciu este prin excelență „desenator”[...] S-ar putea discuta separat și amplu calitatea caligramei lui Baciu, felul in care, cu câteva trăsături indelung gândite și rapid materializate, dă naștere unei realități. [...] în ciuda discreției cu care iși parcurge existența ca om și artist, putem aprecia activitatea lui Constantin Baciu, cea de ilustrator dar și de pictor liric al realițților subiective - artistul unei epoci - cea pe care o parcugem, dar și al credinței în om și în destinul său unic, prometeic." - Virgil Mocanu.
”În oricât de puține pagini s-ar scrie istoria artei contemporane românești, numele lui Constantin Baciu nu poate lipsi. Cu uimitorul său talent de pictor și grafician, el se preumblă adesea prin codrii lui Hogaș și Sadoveanu și, când răsfoim cărțile lor, codrii aceștia dezveliți de tușurile lui, sunt mai proaspeți, mai plini de frunze, mai cutremurați de umbrele istoriei.” - Constantin Prut.
”Original în tot ceea ce a făcut, a iscodit limitele și a vrut să le confere chip. Că erau desene sau compoziții în tehnici mixte, obiecte imposibile, care ar fi trebuit să salveze lumea, ilustrații de carte și orice imagina artistul, ieșeau permanent din sfera unor modele.” - Valentin Ciucă. 
”Conu Baciu, cum îi spunea scriitorul Petre Ghelmez, [...] făcuse într-un mod impecabil grafica multor cărți, premiate de altfel, din opera scriitorului: Mânzul de Vânt, Cvartet, Măgărușul, Băiatul și Pădurea. Cărțile erau cu adevărat de invidiat. Scrisul catifelat, înălțător al prozatorului, se îmbina perfect cu viziunea aleasă, modernă, a graficianului Constantin Baciu.” - Petre Nicolescu.

## Premii și distincții
- Premiul II la Festivalul Tineretului de la Moscova, 1957;
- Premiul Uniunii Artiștilor Plastici din România, pentru grafică de șevalet, 1958;
- Medalia de Aur la Concursul Internațional "Pacea Lumii", Leipzig, 1959;
- Ordinul „Meritul Cultural” clasa a III-a (1968) „pentru activitate deosebită în domeniul artelor plastice”[2]
- Laureat al Concursului "Cele mai frumoase cǎrți ale anului 1968", pentru ilustrații la "Amintiri din copilărie" de Ion Creangă;
- Premiul Comitetului de Stat pentru Cultură și Artă, 1971;
- Premiul pentru Ilustrații la volumul "1907", de Tudor Arghezi, in cadrul Concursului Internațional "Cele mai frumoase carți ale lumii", Leipzig, 1978;
- Premiul pentru Ilustrații de Carte la: "Mânzul de Vânt" de Petre Ghelmez, "Jucării pentru Lily" de I.Teodoreanu, "Băiatul și Pădurea" de Petre Ghelmez și "Pe drumuri de munte" de Calistrat Hogaș;
- Premiul Național pentru ilustrație de carte la "Poezii" de A.Lamartine si "Corbul" de Edgar Allen Poe, in 2001;
- Ordinul "Meritul Cultural in grad de cavaler" in 2005.